# Сява (Нижегородская область)
Ся́ва — пгт в составе городского округа города Шахуньи Нижегородской области России. Является административным центром административно-территориального образования Рабочий посёлок Сява.
Статус посёлка городского типа — с 1935 года.

## Население
| 1959   | 1970  | 1979  | 1989  | 2002  | 2008  | 2009  | 2010  | 2011  |
| ------ | ----- | ----- | ----- | ----- | ----- | ----- | ----- | ----- |
| 12 484 | ↘8836 | ↘7790 | ↘7228 | ↘5431 | ↘4932 | ↘4837 | ↘4729 | ↘4674 |
| 2012   | 2013  | 2014  | 2015  | 2016  | 2017  | 2018  | 2019  | 2020  |
| ↘4520  | ↘4377 | ↘4223 | ↘4095 | ↘3979 | ↘3859 | ↘3776 | ↘3675 | ↘3603 |
| 2021   |       |       |       |       |       |       |       |       |
| ↘2531  |       |       |       |       |       |       |       |       |

Демографическая ситуация неблагоприятная. Население посёлка сокращается как из-за естественной убыли населения, так и из-за миграции.
- Численность населения Сявы по данным переписи населения 2010 года — 4729 человек.
- В 2010 году родилось 33 человека (коэффициент рождаемости — 7 чел. на 1000 человек), умерло 135 человек (коэффициент смертности — 28 чел. на 1000 человек). Естественная убыль — 102 человека. Таким образом, смертность превысила рождаемость в 4 раза, что во много раз превышает подобные показатели в целом по стране. Миграционная убыль составила 58 человек. В целом за 2010 год население посёлка сократилось на 160 человек.
- В 2011 году демографическая ситуация относительно улучшилась. Родился 41 человек (коэффициент рождаемости — 8,7 чел. на 1000 человек), умерло 108 человек (коэффициент смертности — 23 чел. на 1000 человек). Естественная убыль — 67 человек, смертность превысила рождаемость в 2.6 раза. Миграционная убыль — 88 человек. Таким образом, за 2011 год население Сявы уменьшилось на 155 человек[источник не указан 4816 дней].
- В 2012 году родилось 45 человек (коэффициент рождаемости — 9,95 на 1000 человек), умерло — 119 человек (коэффициент смертности — 26.32 на 1000 человек). Естественная убыль — 74 человека, смертность превысила рождаемость в 2,6 раз. Миграционная убыль — 62 человека. Общая убыль за 2012 год: 136 человек[источник не указан 4440 дней].

## Экономика
Лесохимический комбинат (ОАО «Карбохим», закрыт, работают вертикальные реторты), леспромхоз (закрыт), экспериментальный механический завод (производство деревообрабатывающего оборудования, выпускает детали для станков), работает новая котельная посёлка на завозимой щепе.

## Культура
В Сяве расположен санаторно-реабилитационный центр для инвалидов, поселковый дом культуры (бывший ДК им. Горького).